# Discographie de DJ Snake
La discographie de DJ Snake se compose de deux albums studio, de cinquante neuf singles, sept collaborations et de vingt-deux remixes.
Entre 2011 et 2013, DJ Snake produit un titre pour l'album Born This Way, de Lady Gaga : Government Hooker. Ainsi, il a produit certains titres de l'album Artpop : Sexxx Dreams, Do What U Want, Applause.
En 2013, il sort le premier single Turn Down for What avec la collaboration de Lil Jon. Entre 2014 et 2015, il sort Get Low avec la collaboration de Dillon Francis, et, Lean On avec la collaboration des Major Lazer.
En 2016, il sort son premier album studio Encore. Quatre singles sont extraits : Middle, en featuring avec Bipolar Sunshine, Talk, en featuring avec George Maple, Let Me Love You, en featuring avec Justin Bieber, The Half, en featuring avec Jeremih, Young Thug et Swizz Beatz.
En 2019, il sort son second album studio Carte Blanche. Quatre singles sont extraits : Magenta Riddim, Taki Taki, en featuring avec Cardi B, Selena Gomez et Ozuna, Enzo, en featuring avec Sheck Wes, 21 Savage, Offset et Gucci Mane, et Loco Contigo, en featuring avec J. Balvin et Tyga.
En 2020, il sort le single Trust Nobody qu'il dévoile lors de son concert à La Défense Arena, le 22 février 2020, devant plus de 40 000 spectateurs.
En 2021, il sort quatre singles dont Selfish Love avec la chanteuse Selena Gomez, You Are My High, Run It avec Rick Ross et Rich Brian et Pondicherry avec Malaa qui apparait dans la tracklist du jeu FIFA 22
En 2022, il dévoile Disco Maghreb en référence au label de musique raï des années 1980. Lors son concert au Parc des Princes, le 11 juin 2022, il dévoile le single Nightbird
En 2023, il annonce travailler sur un troisième album. Il sort le single Westside Story et est présent sur l'album Golden de Jungkook avec le morceau Please Don't Change.
Début 2024, il sort le morceau Big Bang en featuring avec Crankdat qu'il à dévoilé lors de son concert au Parc des Princes, en 2022. Il divulgue ensuite le titre Teka avec l'artiste mexicain Peso Pluma lors de son passage au festival Coachella. Le 16 aout 2024, il dévoile le single Complicated en featuring avec Fridayy. Début septembre, il sort une version remix du morceau Myrrh de Naomi Sharon, issue de l'album Obsidian qu'il intitule Goodbyes (Myrrh). Il sort le 13 novembre 2024 le morceau Diana en featuring avec le rappeur Hamza et produit ainsi son premier single avec des paroles francophones.

## Albums studio
| Titre                                                                        | Détails de l'album | Meilleure position | Meilleure position | Meilleure position | Meilleure position | Meilleure position | Meilleure position | Meilleure position | Meilleure position | Meilleure position | Meilleure position | Meilleure position | Meilleure position | Meilleure position | Meilleure position | Meilleure position | Meilleure position | Meilleure position | Certifications                             |
| Titre                                                                        | Détails de l'album | FRA                | ALL                | AUS                | AUT                | BEL (FL)           | BEL (WAL)          | CAN                | DAN                | É-U                | FIN                | ITA                | NOR                | N-Z                | P-B                | R-U                | SUE                | SUI                | Certifications                             |
| ---------------------------------------------------------------------------- | --- | ------------------ | ------------------ | ------------------ | ------------------ | ------------------ | ------------------ | ------------------ | ------------------ | ------------------ | ------------------ | ------------------ | ------------------ | ------------------ | ------------------ | ------------------ | ------------------ | ------------------ | ------------------------------------------ |
| Encore                                                                       | - Sortie : 5 août 2016 - Label : Interscope Records, Polydor - Format : CD, téléchargement digital, disque microsillon (vinyle) | 9                  | 73                 | 10                 | 42                 | 22                 | 11                 | 5                  | 3                  | 8                  | 8                  | 95                 | 2                  | 13                 | 14                 | 46                 | 6                  | 14                 | - : 1 × Platine - : 1 × Platine - : 1 × Or |
| Carte Blanche                                                                | - Sortie : 26 juillet 2019 - Label : Interscope Records, Geffen - Format : CD, téléchargement digital, vinyle                   | 5                  | 99                 | —                  | 69                 | 39                 | 23                 | 24                 | 14                 | 48                 | 38                 | 19                 | 21                 | —                  | 23                 | —                  | 25                 | 27                 | - : 1 × Platine - : 1 × Or - : 3 × Platine |
| Nomad                                                                        | - Sortie : 5 septembre 2025 - Label : Interscope Records - Format : CD, téléchargement digital, vinyle                          | —                  | —                  | —                  | —                  | —                  | —                  | —                  | —                  | —                  | —                  | —                  | —                  | —                  | —                  | —                  | —                  | —                  |                                            |
| "—" signifie que l'album n'est pas sorti ou ne s'est pas classé dans le pays | |                    |                    |                    |                    |                    |                    |                    |                    |                    |                    |                    |                    |                    |                    |                    |                    |                    |                                            |

## Singles

### Artiste principal
| Titre                                                                          | Année | Meilleure position | Meilleure position | Meilleure position | Meilleure position | Meilleure position | Meilleure position | Meilleure position | Meilleure position | Meilleure position | Meilleure position | Meilleure position | Meilleure position | Meilleure position | Meilleure position | Certifications | Album                                                |
| Titre                                                                          | Année | FRA                | ALL                | AUS                | AUT                | BEL (FL)           | BEL (WAL)          | CAN                | É-U                | ITA                | P-B                | R-U                | SUE                | SUI                | N-Z                | Certifications | Album                                                |
| ------------------------------------------------------------------------------ | ----- | ------------------ | ------------------ | ------------------ | ------------------ | ------------------ | ------------------ | ------------------ | ------------------ | ------------------ | ------------------ | ------------------ | ------------------ | ------------------ | ------------------ | --- | ---------------------------------------------------- |
| Party All Day                                                                  | 2011  | —                  | —                  | —                  | —                  | —                  | —                  | —                  | —                  | —                  | —                  | —                  | —                  | —                  | —                  | |                                                      |
| Invincible                                                                     | 2011  | —                  | —                  | —                  | —                  | —                  | —                  | —                  | —                  | —                  | —                  | —                  | —                  | —                  | —                  | |                                                      |
| Together                                                                       | 2013  | —                  | —                  | —                  | —                  | —                  | —                  | —                  | —                  | —                  | —                  | —                  | —                  | —                  | —                  | |                                                      |
| Bird Machine (avec Alesia)                                                     | 2013  | —                  | —                  | —                  | —                  | —                  | —                  | —                  | —                  | —                  | —                  | 30                 | —                  | —                  | —                  | |                                                      |
| Birthday Song (Parisian Vision)                                                | 2013  | —                  | —                  | —                  | —                  | —                  | —                  | —                  | —                  | —                  | —                  | —                  | —                  | —                  | —                  | |                                                      |
| Move Your Feet (Parisian Vision) (vs Junior Senior)                            | 2013  | —                  | —                  | —                  | —                  | —                  | —                  | —                  | —                  | —                  | —                  | —                  | —                  | —                  | —                  | |                                                      |
| Slow Down (avec Yellow Claw & Spanker)                                         | 2013  | —                  | —                  | —                  | —                  | —                  | —                  | —                  | —                  | —                  | —                  | —                  | —                  | —                  | —                  | | Amsterdam Twerk Music                                |
| Turn Down for What (avec Lil Jon)                                              | 2013  | 19                 | 31                 | 13                 | 35                 | 41                 | 18                 | 11                 | 4                  | —                  | 23                 | 23                 | 26                 | 36                 | —                  | - : 2 × Platine - : 1 × Platine - : 1 × Platine - : 6 × Platine - : 8 × Platine - : 1 × Or - : 1 × Platine - : 3 × Or |                                                      |
| Lunatic (avec Mercer)                                                          | 2014  | —                  | —                  | —                  | —                  | —                  | —                  | —                  | —                  | —                  | —                  | —                  | —                  | —                  | —                  | |                                                      |
| Get Low (avec Dillon Francis)                                                  | 2014  | 93                 | 79                 | 44                 | 55                 | —                  | —                  | 48                 | 61                 | —                  | —                  | —                  | —                  | —                  | —                  | - : 1 × Platine - : 1 × Platine | Money Sucks, Friends Rules                           |
| You Know You Like It (avec AlunaGeorge)                                        | 2014  | 22                 | 27                 | 11                 | 36                 | 24                 | 19                 | 21                 | 13                 | —                  | —                  | —                  | 63                 | 24                 | —                  | - : 1 × Or - : 1 × Or - : 3 × Platine - : 1 × Or - : 1 × Platine - : 1 × Or - : 1 × Argent - : 1 × Platine - : 1 × Platine |                                                      |
| I'm A Star (avec Kardinal Offishall featuring Quinn Marie)                     | 2014  | —                  | —                  | —                  | —                  | —                  | —                  | —                  | —                  | —                  | —                  | —                  | —                  | —                  | —                  | |                                                      |
| Lean On (avec Major Lazer featuring MØ)                                        | 2015  | 2                  | 4                  | 1                  | 3                  | 2                  | 3                  | 3                  | 4                  | 3                  | 1                  | 2                  | 2                  | 1                  | —                  | - : 7 × Platine - : 2 × Platine - : 2 × Platine - : 4 × Platine - : 2 × Platine - : 7 × Platine - : 1 × Diamant - : 6 × Platine - : 4 × Platine | Peace Is the Mission                                 |
| Middle (featuring Bipolar Sunshine)                                            | 2015  | 12                 | 49                 | 5                  | 48                 | 29                 | 8                  | 20                 | 20                 | 42                 | 41                 | 10                 | 37                 | 42                 | —                  | - : 3 × Platine - : 3 × Platine - : 1 × Platine - : 1 × Platine - : 3 × Platine - : 1 × Or - : 1 × Or - : 2 × Platine - : 2 × Platine | Encore                                               |
| Propaganda                                                                     | 2016  | —                  | —                  | —                  | —                  | —                  | —                  | —                  | —                  | —                  | —                  | —                  | —                  | —                  | —                  | | Encore                                               |
| Talk (featuring George Maple)                                                  | 2016  | 39                 | —                  | —                  | —                  | —                  | —                  | —                  | —                  | —                  | —                  | —                  | —                  | —                  | —                  | | Encore                                               |
| Drop (avec Diplo featuring Big Freedia)                                        | 2016  | —                  | —                  | —                  | —                  | —                  | —                  | —                  | —                  | —                  | —                  | —                  | —                  | —                  | —                  | |                                                      |
| Ocho Cinco (featuring Yellow Claw)                                             | 2016  | 89                 | —                  | —                  | —                  | —                  | —                  | —                  | —                  | —                  | —                  | —                  | —                  | —                  | —                  | | Encore                                               |
| Let Me Love You (featuring Justin Bieber)                                      | 2016  | 1                  | 1                  | 2                  | 4                  | 6                  | 2                  | 4                  | 4                  | 1                  | 1                  | 2                  | 2                  | 1                  | —                  | - : 1 × Diamant - : 8 × Platine - : 5 × Platine[réf. nécessaire] - : 5 × Platine - : 3 × Platine - : 8 × Platine[réf. nécessaire] - : 1 × Diamant - : 1 × Diamant - : 5 × Platine - : 3 × Diamant - : 3 × Platine - : 3 × Platine[réf. nécessaire] - : 6 × Platine - : 1 × Diamant - : 4 × Platine[réf. nécessaire] - : 1 × Platine - : 4 × Platine - : 5 × Platine[réf. nécessaire] - : 1 × Or[réf. nécessaire] - : 4 × Platine | Encore                                               |
| Spring Awakening                                                               | 2016  | —                  | —                  | —                  | —                  | —                  | —                  | —                  | —                  | —                  | —                  | —                  | —                  | —                  | —                  | |                                                      |
| Summer Jam                                                                     | 2016  | —                  | —                  | —                  | —                  | —                  | —                  | —                  | —                  | —                  | —                  | —                  | —                  | —                  | —                  | |                                                      |
| Oh Me Oh My (featuring Travis Scott & Migos, Gashi)                            | 2017  | —                  | —                  | —                  | —                  | —                  | —                  | —                  | —                  | —                  | —                  | —                  | —                  | —                  | —                  | | Encore                                               |
| 4 Life (featuring Gashi)                                                       | 2017  | —                  | —                  | —                  | —                  | —                  | —                  | —                  | —                  | —                  | —                  | —                  | —                  | —                  | —                  | | Encore                                               |
| The Half (featuring Jeremih & Young Thug & Swizz Beatz)                        | 2017  | 107                | —                  | —                  | —                  | —                  | —                  | —                  | —                  | —                  | —                  | —                  | —                  | —                  | —                  | | Encore                                               |
| Here Comes The Night (featuring Mr Hudson)                                     | 2017  | —                  | —                  | —                  | —                  | —                  | —                  | —                  | —                  | —                  | —                  | —                  | —                  | —                  | —                  | | Encore                                               |
| Pigalle (featuring Moksi)                                                      | 2017  | —                  | —                  | —                  | —                  | —                  | —                  | —                  | —                  | —                  | —                  | —                  | —                  | —                  | —                  | | Encore                                               |
| A Different Way (featuring Lauv)                                               | 2017  | 27                 | —                  | —                  | —                  | —                  | 20                 | 78                 | —                  | —                  | 46                 | 85                 | 65                 | 63                 | —                  | - : 1 × Platine - : 1 × Or - : 1 × Platine - : 1 × Or - : 1 × Or |                                                      |
| Broken Summer (featuring Max Frost)                                            | 2017  | 192                | —                  | —                  | —                  | —                  | —                  | —                  | —                  | —                  | —                  | —                  | —                  | —                  | —                  | |                                                      |
| Magenta Riddim                                                                 | 2018  | 12                 | —                  | —                  | —                  | —                  | —                  | —                  | —                  | —                  | —                  | —                  | —                  | —                  | —                  | - : 1 × Or | Carte Blanche                                        |
| Gassed Up (avec Jauz)                                                          | 2018  | 168                | —                  | —                  | —                  | —                  | —                  | —                  | —                  | —                  | —                  | —                  | —                  | —                  | —                  | | The Wise and the Wicked                              |
| Public Enemy (avec Yellow Claw)                                                | 2018  | —                  | —                  | —                  | —                  | —                  | —                  | —                  | —                  | —                  | —                  | —                  | —                  | —                  | —                  | | New Blood                                            |
| Made In China (avec Higher Brothers)                                           | 2018  | —                  | —                  | —                  | —                  | —                  | —                  | —                  | —                  | —                  | —                  | —                  | —                  | —                  | —                  | |                                                      |
| Let's Get Ill (avec Mercer)                                                    | 2018  | 132                | —                  | —                  | —                  | —                  | —                  | —                  | —                  | —                  | —                  | —                  | —                  | —                  | —                  | |                                                      |
| Maradona Riddim (avec Niniola)                                                 | 2018  | —                  | —                  | —                  | —                  | —                  | —                  | —                  | —                  | —                  | —                  | —                  | —                  | —                  | —                  | |                                                      |
| Taki Taki (featuring Cardi B & Selena Gomez & Ozuna)                           | 2018  | 6                  | 8                  | 24                 | 13                 | 15                 | 7                  | 7                  | 11                 | 2                  | 3                  | 15                 | 10                 | 3                  | —                  | - : 1 × Diamant - : 4 × Diamant - : 1 × Platine - : 1 × Platine - : 1 × Platine - : 3 × Platine - : 4 × Platine - : 2 × Platine | Carte Blanche                                        |
| SouthSide (avec Eptic)                                                         | 2019  | —                  | —                  | —                  | —                  | —                  | —                  | —                  | —                  | —                  | —                  | —                  | —                  | —                  | —                  | | Carte Blanche                                        |
| Enzo (featuring Sheck Wes & 21 Savage & Offset & Gucci Mane)                   | 2019  | 120                | —                  | —                  | —                  | —                  | —                  | —                  | —                  | —                  | —                  | —                  | —                  | —                  | —                  | | Carte Blanche                                        |
| Loco Contigo (featuring J Balvin & Tyga)                                       | 2019  | 1                  | 3                  | —                  | 13                 | 9                  | 3                  | 54                 | 95                 | 8                  | 3                  | 87                 | 40                 | 2                  | —                  | - : 1 × Argent - : 1 × Diamant - : 1 × Platine - : 1 × Diamant - : 1 × Platine - : 1 × Platine - : 2 × Platine - : 1 × Platine | Carte Blanche                                        |
| Recognize (featuring Majid Jordan)                                             | 2019  | 176                | —                  | —                  | —                  | —                  | —                  | —                  | —                  | —                  | —                  | —                  | —                  | —                  | —                  | | Carte Blanche                                        |
| Fuego (featuring Sean Paul & Anitta & Tainy)                                   | 2019  | —                  | —                  | —                  | —                  | —                  | —                  | —                  | —                  | —                  | —                  | —                  | —                  | —                  | —                  | - : 1 × Diamant | Carte Blanche                                        |
| Made in France (avec Tchami & Malaa & Mercer)                                  | 2020  | 169                | —                  | —                  | —                  | —                  | —                  | —                  | 50                 | —                  | —                  | —                  | —                  | —                  | —                  | | Carte Blanche                                        |
| Trust Nobody                                                                   | 2020  | 104                | —                  | —                  | —                  | —                  | —                  | —                  | —                  | —                  | —                  | —                  | —                  | —                  | 32                 | |                                                      |
| Damn Right, Pt. 2 (avec Audrey Nuna)                                           | 2020  | —                  | —                  | —                  | —                  | —                  | —                  | —                  | —                  | —                  | —                  | —                  | —                  | —                  | —                  | |                                                      |
| Selfish Love (avec Selena Gomez)                                               | 2021  | 54                 | —                  | —                  | —                  | —                  | 13                 | 71                 | —                  | —                  | —                  | 93                 | —                  | 76                 | —                  | - : 1 × Platine - : 1 × Or |                                                      |
| Enjoy Enjaami (avec Dhee featuring Arivu & Santhosh Narayanan)                 | 2021  | —                  | —                  | —                  | —                  | —                  | —                  | —                  | —                  | —                  | —                  | —                  | —                  | —                  | —                  | |                                                      |
| Ring The Alarm (avec Malaa)                                                    | 2021  | —                  | —                  | —                  | —                  | —                  | —                  | —                  | —                  | —                  | —                  | —                  | —                  | —                  | —                  | |                                                      |
| U Are My High                                                                  | 2021  | 121                | —                  | —                  | —                  | —                  | —                  | —                  | —                  | —                  | —                  | —                  | —                  | —                  | 22                 | - : 1 × Or - : 1 × Platine |                                                      |
| Run It (featuring Rick Ross & Rich Brian)                                      | 2021  | —                  | —                  | —                  | —                  | —                  | —                  | —                  | —                  | —                  | —                  | —                  | —                  | —                  | —                  | | Shang-Chi and the Legend of the Ten Rings: The Album |
| Pondicherry (avec Malaa)                                                       | 2021  | —                  | —                  | —                  | —                  | —                  | —                  | —                  | —                  | —                  | —                  | —                  | —                  | —                  | —                  | |                                                      |
| SG (avec Ozuna, Lisa & Megan Thee Stallion)                                    | 2021  | 87                 | —                  | —                  | —                  | —                  | 40                 | 86                 | —                  | —                  | —                  | —                  | —                  | 56                 | —                  | - : 1 × Or - : 1 × Platine |                                                      |
| Disco Maghreb                                                                  | 2022  | 46                 | —                  | —                  | —                  | —                  | —                  | —                  | —                  | —                  | —                  | —                  | —                  | —                  | —                  | - : 1 × Or |                                                      |
| Power (Remember Who You Are) (avec SPINALL & Summer Walker featuring Äyanna)   | 2022  | —                  | —                  | —                  | —                  | —                  | —                  | —                  | —                  | —                  | —                  | 12                 | —                  | —                  | —                  | | The Flipper's Skate Heist Short Film                 |
| Nightbird                                                                      | 2022  | —                  | —                  | —                  | —                  | —                  | —                  | —                  | —                  | —                  | —                  | —                  | —                  | —                  | —                  | |                                                      |
| Guddi Riddim (avec Wade & Nooran Sisters)                                      | 2022  | —                  | —                  | —                  | —                  | —                  | —                  | —                  | —                  | —                  | —                  | —                  | —                  | —                  | —                  | |                                                      |
| Westside Story                                                                 | 2023  | —                  | —                  | —                  | —                  | —                  | —                  | —                  | —                  | —                  | —                  | —                  | —                  | —                  | —                  | |                                                      |
| Big Bang (avec Crankdat)                                                       | 2024  | —                  | —                  | —                  | —                  | —                  | —                  | —                  | —                  | —                  | —                  | —                  | —                  | —                  | —                  | |                                                      |
| Teka (avec Peso Pluma)                                                         | 2024  | —                  | —                  | —                  | —                  | —                  | —                  | —                  | —                  | —                  | —                  | —                  | —                  | —                  | —                  | | Éxodo                                                |
| Complicated (avec Fridayy)                                                     | 2024  | —                  | —                  | —                  | —                  | —                  | —                  | —                  | —                  | —                  | —                  | —                  | —                  | —                  | —                  | |                                                      |
| Goodbyes (Myrrh) (avec Naomi Sharon)                                           | 2024  | —                  | —                  | —                  | —                  | —                  | —                  | —                  | —                  | —                  | —                  | —                  | —                  | —                  | —                  | |                                                      |
| Diana (avec Hamza)                                                             | 2024  | 46                 | —                  | —                  | —                  | —                  | —                  | —                  | —                  | —                  | —                  | —                  | —                  | —                  | —                  | |                                                      |
| Paradise (avec Bipolar Sunshine)                                               | 2025  | 92                 | —                  | —                  | —                  | —                  | —                  | —                  | —                  | —                  | —                  | —                  | —                  | —                  | —                  | | Nomad                                                |
| Reloaded (avec Space Laces)                                                    | 2025  | —                  | —                  | —                  | —                  | —                  | —                  | —                  | —                  | —                  | —                  | —                  | —                  | —                  | —                  | | Nomad                                                |
| Patience (avec Amadou et Mariam)                                               | 2025  | —                  | —                  | —                  | —                  | —                  | —                  | —                  | —                  | —                  | —                  | —                  | —                  | —                  | —                  | |                                                      |
| Noventa (avec J Balvin)                                                        | 2025  | —                  | —                  | —                  | —                  | —                  | —                  | —                  | —                  | —                  | —                  | —                  | —                  | —                  | —                  | |                                                      |
| "—" signifie que le single n'est pas sorti ou ne s'est pas classé dans le pays |       |                    |                    |                    |                    |                    |                    |                    |                    |                    |                    |                    |                    |                    |                    | |                                                      |

### Collaborations
| Titre                                                   | Année | Meilleure position | Meilleure position | Meilleure position | Meilleure position | Certifications | Album         |
| Titre                                                   | Année | FRA                | P-B                | SUI                | R-U                | Certifications | Album         |
| ------------------------------------------------------- | ----- | ------------------ | ------------------ | ------------------ | ------------------ | -------------- | ------------- |
| Good Day (Yellow Claw featuring Elliphant & DJ Snake)   | 2017  | 48                 | 100                | —                  | —                  |                | Los Amsterdam |
| Creep on Me (Gashi featuring French Montana & DJ Snake) | 2018  | —                  | —                  | 4                  | —                  |                | Gashi         |
| Safety (Gashi featuring DJ Snake)                       | 2019  | —                  | —                  | 92                 | —                  |                | Gashi         |
| All This Lovin (Vlade Kay featuring DJ Snake)           | 2019  | —                  | —                  | —                  | —                  |                |               |
| Eres Top (Ozuna featuring Diddy & DJ Snake)             | 2020  | 190                | —                  | —                  | —                  |                | Niburu        |
| Deep (Malaa featuring DJ Snake & Yung Felix)            | 2022  | —                  | —                  | —                  | —                  |                | Don Malaa     |
| Please Don't Change (Jungkook featuring DJ Snake)       | 2023  | —                  | —                  | —                  | 71                 |                | Golden        |
| Piketú (Chencho Corleone featuring DJ Snake)            | 2024  | —                  | —                  | —                  | —                  |                | SOLO          |

## Remixes
2008
- Benjamin Balensi vs. Claude Njoya & Richard Bahericz - Samba de Calypso (DJ Snake Remix)[réf. nécessaire]

2009
- Cindinho & Doca - Rap Das Armas (DJ Snake Remix)[réf. nécessaire]
- Laurent Wolf feat. Eric Carter - No Stress (DJ Snake vs. Big Ali Remix)
- Big Ali - Neon Music (DJ Snake Remix)
- David Guetta featuring Estelle - One Love (DJ Snake Remix)

2010
- Axwell & Bob Sinclar featuring Ron Carroll - What a Wonderful World (Big Ali & DJ Snake Remix)
- Clinton Sparks featuring DJ Class & Jermaine Dupri - My Favorite DJ (DJ Snake Remix)[réf. nécessaire]
- Nirvana - Smells Like Teen Spirit 2010 (DJ Snake & DJ Mercer Remix)

2012
- Justice - Stress (DJ Snake & Alesia Trap)

2013
- Stromae - Humain à l'eau (DJ Snake Remix)
- Kanye West - New Slaves (DJ Snake Remix)
- Duck Sauce - It's You (DJ Snake Remix)
- Major Lazer featuring Bruno Mars & 2 Chainz & Tyga & Mystic Davis - Bubble Butt (DJ Snake Remix)
- Zedd featuring Hayley Williams - Stay the Night (DJ Snake Remix)

2014
- Skrillex & Diplo featuring G-Dragon & CL - Dirty Vibes (DJ Snake & Aazar Remix)
- ILoveMakonnen - Club Goin' Up on A Tuesday (DJ Snake Remix)

2015
- Tchami featuring Stacy Barthe - After Life (DJ Snake & Mercer Remix)
- Calvin Harris & Disciples - How Deep Is Your Love (DJ Snake Remix)

2021
- YehMe2 featuring Duke Deuce - Dog Eat Dog (DJ Snake Remix)

2022
- Khaled - Trigue Lycee (DJ Snake Remix)

2024
- Anitta - Savage Funk (DJ Snake Remix)
- Adam Port, Stryv, Keinemusik, Orso, Malachiii - Move (DJ Snake Remix)

2025
- Mariah Carey - Type Dangerous (The Touch, The Soul of The People) (DJ Snake Remix)

## Productions
2009
- Tyrese - Take Me Away (sous l'alias Logan De Gaulle)
- Pitbull featuring Akon - Shut It Down (extrait de l'album Rebelution)
- Big Ali featuring Beenie Man & One World - Dancehall Queen (extrait de l'album Louder)
- Big Ali featuring One World - Drop (extrait de l'album Louder)
- Stromae - Invincible (sous l'alias Logan De Gaulle)

2010
- Pitbull featuring Nayer - Vida 23 (extrait de l'album Armando)

2011
- Lady Gaga - Government Hooker (extrait de l'album Born This Way)
- Lady Gaga - Bloody Mary (extrait de l'album Born This Way)
- Jordan Knight - One More Night (extrait de l'album Unfinished)
- Pitbull featuring T-Pain & Sean Paul - Shake Señora (extrait de l'album Planet Pit)

2013
- Lady Gaga - Sexxx Dreams (extrait de l'album Artpop)
- Lady Gaga featuring R. Kelly - Do What U Want (extrait de l'album Artpop)
- Lady Gaga - Applause (extrait de l'album Artpop)
- Stromae - Papaoutai (extrait de l'album Racine carrée)[58]
- Tchami featuring Kaleem Taylor - Promesses (extrait de l'EP Promesses)

2014
- Lil Debbie - Buss It (extrait de l'album California Sweetheart Pt.2)

2015
- Fifth Harmony featuring Kid Ink - Worth It (extrait de l'album Worth It)

2016
- BTS - 불타오르네 (Bultaoreune / Fire) (extrait de l'album The Most Beautiful Moment in Life: Young Forever)
- BTS - Save Me (extrait de l'album The Most Beautiful Moment in Life: Young Forever)
- Fifth Harmony featuring Ty Dolla $ign - Work from Home (extrait de l'album 7/27)
- Fifth Harmony - Gonna Get Better (extrait de l'album 7/27)
- BTS - Begin (solo de Jungkook) (extrait de l'album Wings et You Never Walk Alone)

2018
- SayMyName - Burn
- Mercer - Boss

2019
- Tyga & G-Eazy & Rich the Kid - Girls Have Fun (extrait de l'album deluxe Legendary)
- Malaa & Jacknife - Revolt
- Don Omar featuring Farruko - Ramayama (extrait de l'album The Last Album)

2020
- BTS - Black Swan (extrait de l'album Map Of The Soul: 7)[réf. nécessaire]
- J Balvin - Amarillo (extrait de l'album Colores)
- The Black Eyed Peas - Action (extrait de l'album Translation)
- Plastic Toy - Escape
- Tchami - Born Again (extrait de l'album Year Zero)

2025
- Asiahn - Higher (extrait du film G20)[réf. nécessaire]